# Айнское
Эта статья — о населённом пункте. Об одноимённом озере см. Айнское (озеро).
Айнское — село в Томаринском городском округе Сахалинской области России, в 90 км от районного центра.

## География
Находится на берегу реки Новая Айнская. Ближайший крупный город — Красногорск.

## Часовой пояс
Айнское ранее находилось в часовом поясе, обозначаемом по международному стандарту как Vladivostok Time Zone (VLAT/VLAST). Смещение относительно Всемирного координированного времени UTC составляет +10:00. Смещение относительно Московского времени (MSK/MSD) составляет +7:00 и обозначался в России соответственно как MSK+7.
В настоящее время, с 2015 года, Айнское, как и весь остров Сахалин, находится в часовом поясе, обозначаемом по международному стандарту как Magadan Time Zone. Смещение относительно UTC составляет +11:00 Относительно Московского времени часовой пояс имеет постоянное смещение +8:00 часов и обозначается в России соответственно как MSK+8.

## Список улиц
Основными улицами села Айнское являются:
| - Нагорная; | - Центральная; | - Школьная; | - Черёмушки; |

## История
До 1945 года входило в состав японского губернаторства Карафуто и называлось Сангосава (яп. 三号沢). После передачи Южного Сахалина СССР село 15 октября 1947 года получило современное название.

## Население
| 2002 | 2010 | 2013 | 2021 |
| ---- | ---- | ---- | ---- |
| 111  | ↘36  | ↘29  | ↘11  |

По переписи 2002 года население — 111 человек (58 мужчин, 53 женщины). Преобладающая национальность — русские (83 %).